# 부안 죽막동 유적
부안 죽막동 유적(扶安 竹幕洞 遺蹟)은 대한민국 전북특별자치도 부안군 변산면 격포리에 있는, 고대 동아시아의 해양문화와 국제교류를 보여주는 제사유적이다. 2017년 8월 2일 문화재청장이 대한민국의 사적으로 지정예고를 거쳐, 2017년 10월 19일 대한민국의 사적 제541호로 지정되었다.

## 개요
변산반도의 돌출된 서쪽 끝 해안절벽 위에 있는 부안 죽막동 유적은 중국, 일본 등 동아시아 해상 교류의 중요한 길목에 있으며, 고대부터 지금까지도 뱃길 안전과 풍어(豊漁)를 기원하는 해양 제사가 이어져 오는 곳이다.
1992년 발굴조사에서 백제, 가야, 통일신라부터 조선을 비롯해 고대 중국과 일본에서 만들어진 다양한 유물들(제사용 토기, 금속유물, 토제·석제 모제품, 중국 도자기 등)이 출토되었는데, 시기는 대부분 3세기 후반에서 7세기 전반의 것으로 추정된다. 이러한 유물들을 통해, 이곳에서 행해진 제의에 중국, 일본 등 여러 나라의 사람들도 다양하게 참여하였고 제사가 끝나면 제기를 포함한 각종 물품을 땅에 묻었음을 확인할 수 있었다.
부안 죽막동 유적은 해안 절벽 위에 고대의 원시적인 제사를 지낸 흔적이 문화경관과 함께 그대로 보존되어 있고, 백제부터 조선 시대까지 다양한 시기의 해양 제사 문화의 변천 과정을 보여준다. 또한 현재까지도 어부들의 안전과 고기잡이를 도와준다는 개양할미(변산반도 앞바다를 수호하는 해신)의 전설이 내려오며, 풍어를 기원하는 용왕제가 사적지 내에 위치한 수성당(전라북도 유형문화재로 지정)에서 매년 열리고 있어 가치가 높은 유적이다.

## 사적 지정사유
부안 죽막동 유적은 고대 동아시아의 해양문화와 국제교류를 보여주는 제사유적으로 발굴 조사 결과 백제 이후 통일신라, 고려, 조선 시대까지 다양한 시기의 유물이 출토되어 해양 제사 문화의 변천과정을 보여주는 중요한 유적이다.

## 참고 자료
- 부안 죽막동 유적 - 국가유산청 국가유산포털